# Blanchard (Luisiana)
Blanchard es un pueblo ubicado en la parroquia de Caddo en el estado estadounidense de Luisiana. En el Censo de 2010 tenía una población de 2899 habitantes y una densidad poblacional de 280,32 personas por km².

## Geografía
Blanchard se encuentra ubicado en las coordenadas 32°34′48″N 93°53′6″O / 32.58000, -93.88500. Según la Oficina del Censo de los Estados Unidos, Blanchard tiene una superficie total de 10.34 km², de la cual 10.34 km² corresponden a tierra firme y (0.03%) 0 km² es agua.

## Demografía
Según el censo de 2010, había 2899 personas residiendo en Blanchard. La densidad de población era de 280,32 hab./km². De los 2899 habitantes, Blanchard estaba compuesto por el 89.07% blancos, el 7.76% eran afroamericanos, el 0.66% eran amerindios, el 0.38% eran asiáticos, el 0.03% eran isleños del Pacífico, el 0.48% eran de otras razas y el 1.62% pertenecían a dos o más razas. Del total de la población el 2.41% eran hispanos o latinos de cualquier raza.